# Tenedos ultimus
Tenedos ultimus là một loài nhện trong họ Zodariidae.
Loài này thuộc chi Tenedos. Tenedos ultimus được Rudy Jocqué & Léon Baert miêu tả năm 2002.